# Мэдисон (актриса)
Мэдисон (англ. Madison, род. 12 января 1965, Майами, Флорида) — американская порноактриса, член Зала славы AVN.

## Биография
Родилась 12 января 1965 года во Флориде. Начала работать косметологом и визажистом в Атланте (Джорджия), а затем работала эротической танцовщицей в Лос-Анджелесе.
В 1990 году, в возрасте 25 лет, дебютирует в порноиндустрии. Первый фильм — Anal Addiction 2. Во время работы в индустрии выделялась внешним видом — многочисленными татуировками и различным пирсингом в носу, языке и груди.
В 1991 году получила три номинации на AVN Awards, в том числе как лучшая старлетка и лучшая актриса второго плана; в 1993 году — ещё одну.
Работала с такими студиями, как VCA Pictures, Legend Video, Soho Video, Rosebud, Venus 99, Coast To Coast, Vivid, Bi Line, Anabolic, Evil Angel, Elegant Angel, Magma, Metro, Caballero, Heatwave, Fat Dog и другие.
Также снималась в художественных фильмах, например, «Злые мультфильмы» (1991) вместе с другой порноактрисой Барбарой Дэйр, и «Дневной свет» (1996) с Сильвестром Сталлоне.
Ушла из индустрии в 1999 году, снявшись в 210 фильмах. В 2003 году была введена в Зал славы AVN.

## Награды и номинации
| Год  | Церемония  | Результат | Номинация                         | Работа                    |
| ---- | ---------- | --------- | --------------------------------- | ------------------------- |
| 1991 | AVN Awards | Номинация | Лучшая новая старлетка            | н/д                       |
| 1991 | AVN Awards | Номинация | Лучшая актриса второго плана      | Torrid Without a Cause 2  |
| 1991 | AVN Awards | Номинация | Лучшая групповая лесбийская сцена | Cat Lickers               |
| 1993 | AVN Awards | Номинация | Лучшая групповая лесбийская сцена | Buttwoman II: Behind Bars |

## Избранная фильмография
- Anal Climax[9],
- Bad[10],
- Club Anal[11],
- Deep Cheeks[12],
- Desert Fox[13],
- Hell Cats[14], Jugsy[15],
- Last Resort[16],
- Nasty Girls 3[17],
- Pussyman[18],
- Sex Appraisals[19],
- The Girls Club[20],
- Vampirass[21].